# Église Saint-Pierre-et-Saint-Paul de Brouy
L'église Saint-Pierre-et-Saint-Paul de Brouy est une église paroissiale catholique, dédiée à saint Pierre et saint Paul, située dans la commune française de Brouy et le département de l'Essonne.

## Historique
L'édifice est daté du XIe siècle-XIIe siècle. Le plan la date du XIe siècle-XIIIe siècle selon le site patrimoine-religieux.fr, et des baies sont fermées au XVIIe siècle.
Le clocher s'effondre en 1920.
Depuis un arrêté du 15 novembre 1926, l'église est inscrite au titre des monuments historiques.

## Description
L'église conserve un portail et des fonts baptismaux du XIIe siècle, classés monument historique en 1911.

## Pour approfondir